# 黒田綱之
黒田 綱之（くろだ つなゆき）は、江戸時代前期の筑前国福岡藩の世嗣。官位は従四位下・筑前守。

## 生涯
3代藩主・黒田光之の長男として誕生。母は小笠原忠真の長女・宝光院。幼名は万千代。初名は長良（ながよし）。
寛文9年（1669年）、元服し叙任。4代将軍・徳川家綱より偏諱を授かって長良から綱之に改名するが、延宝3年（1675年）の光之の帰国後、突如として江戸から福岡に呼び戻されて廃嫡され、剃髪得度させられたうえ蟄居を命じられる。代わって、弟・長寛（綱政）が嫡子となった。
廃嫡・蟄居の理由としては、綱之はその性格が粗野かつ奔放であり、しばしば酒宴を催しては家臣と酒を飲んで騒ぐなどして、幕閣要路からの評判が大変に悪かったためという。廃嫡に際して立花実山を始め多くの家臣が異を唱えているが、これが長嫡子を廃することで生まれる混乱の危険を危惧したものか（跡継ぎに関する騒動は改易など重い処分の対象になった）、乱行が言いがかりであったためかは、定かではない。その後はそのまま寺に入って僧となり、宝永4年（1707年）の光之の死に際しての遺言によって処分が解かれるまで、約30年の歳月を禅寺で過ごした。
宝永5年（1708年）、54歳で死去した。墓所は福岡市中央区にある大涼山少林寺。
死後は福岡に祟りをなす神として恐れられ、幹亮権現として祀られ、。
廃嫡・出家後の書として『泰雲』が現存する。なお、福岡市内の屋形原の地名は、綱之の居館の在所であったことにちなむものである。
安永2年（1773年）10月27日、綱之の霊牌が崇福寺に安置された。泰雲院四品前筑州刺史清岑道寧と諡された。

## 第二黒田騒動とその後
光之と綱之の対立、綱之の廃嫡、長寛（黒田綱政）の立嫡という一連の事件は、綱之の祖父・黒田忠之時代の黒田騒動になぞらえて、第二黒田騒動と呼ばれることもある。
長男・綱之を廃嫡し、四男・綱政を嫡子とした光之であったが、その期待は叶わず、綱政もまた父時代の側近をすべて排除して藩主権力の強化に努めたため、この後光之・綱政父子にも対立が生じることとなる。

## 綱之を題材とした作品
- 岩井護『まぼろしの南方録』講談社、1976年。